# 에리두
에리두(수메르어: 𒉣𒆠; 수메르어: eridugki; 아카드어: irîtu)는 하부 메소포타미아의 유적인 텔 아부 샤흐라인(아랍어: تل أبو شهرين)에 위치했던 수메르 도시이다. 이라크 디카르주에 있으며, 현대 도시 바스라 근처에 있다. 수메르 왕명표에 따르면 에리두는 남부 메소포타미아의 가장 오래된 도시였다. 우르 구도심에서 남남서쪽으로 24킬로미터 떨어진 곳에 위치한 에리두는 사원 주변에 형성된 수메르 도시들의 집합체 중 가장 남쪽에 있었으며, 거의 서로 눈에 보이는 거리에 있었다. 에리두의 수호신은 엔키와 그의 배우자 담키나였다. 후에 에아로 알려진 엔키는 이 도시를 세웠다고 여겨진다. 에리두의 엔키 사원은 에-압주라고 불렸는데, 이는 엔키가 모든 생명의 근원으로 여겨지는 대수층인 압주에 살았다고 믿어졌기 때문이다. 수메르 사원 찬가에 따르면, 에아/엔키의 사원의 또 다른 이름은 '에시라' 또는 '에실라'였다.
"... 사원은 금과 청금석으로 지어졌고, 그 기반은 지하 바다(압수)로 채워져 있다. 십파르 강(유프라테스) 옆에 서 있다. 오 압수, 정당함의 순수한 곳, 에시라여, 그대 안에서 그대의 왕이 서기를. ..."

근처에 있던 우르에는 당대에 에리두의 이슈타르 사원(라가시의 지배자 우르바바가 건설)과 에리두의 인안나 성소(우르 제3왕조 지배자 우르남무가 건설)가 있었다. 우르남무는 또한 우르에 에리두의 이슈타르 사원을 건설했다고 기록했는데, 재건축한 것으로 추정된다.
바빌론의 종교 구역 중 하나에는 에사길라라고 불리는 사원과 안누니툼 사원 등이 있었는데, 이 구역 또한 에리두라고 불렸다.

## 고고학

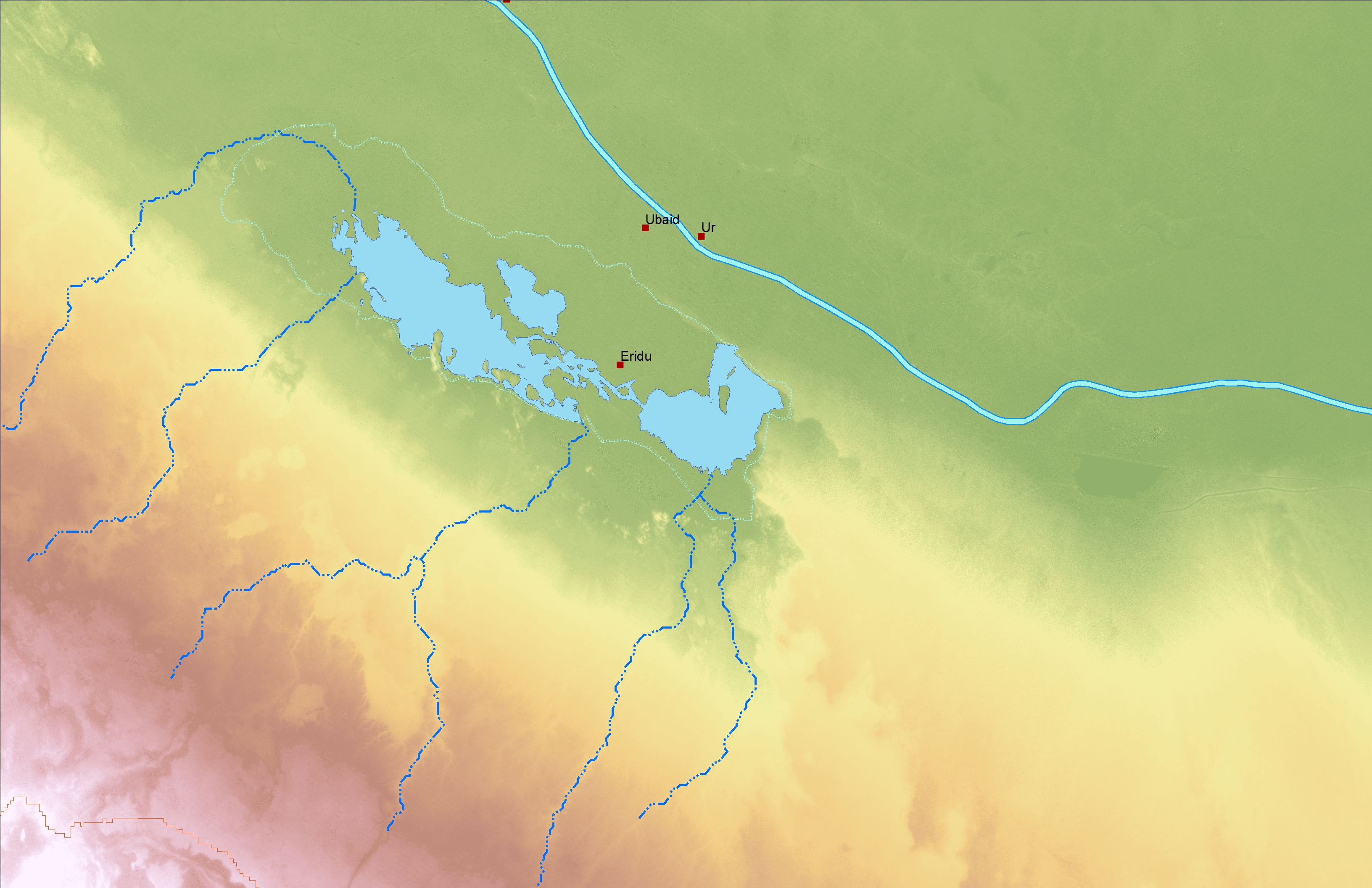
에리두의 주변 환경 c. 기원전 5000년

에리두는 유프라테스강과 하젬이라는 사암 능선으로 분리된, 길이 약 24km, 깊이 6m의 분지 내 자연 언덕에 위치하고 있다. 이 분지인 아스술라이비야트 저지(구: 호르 엔-네제이프)는 11월부터 4월까지 우기 동안 계절성 호수(아랍어: 세브하)가 된다. 이 기간 동안 와디 카네가에서 흘러나온 물로 채워진다. 계절성 호수의 동쪽 가장자리에는 하마르 습지가 인접해 있다.
기원전 3천년경에는 이드-에딘-에리두가(NUN)ki "에리두 평야의 운하"라고 불리는 운하가 에리두를 유프라테스강과 연결했지만, 강은 후에 물길을 바꿨다. 운하의 경로는 기원전 2천년경 지표면 도자기와 후기 매장 유적이 있는 여러 낮은 언덕으로 표시되어 있다. 이 유적지에는 8개의 봉분(mound)이 있는데 각각 다음과 같다:
- 1번 봉분 - 아부 샤흐라인, 면적 580m x 540m (북서-서 방향), 높이 25m, 엔키 사원, 우르 제3왕조 지구라트 (É-u₆-nir) 성역, 초기 왕조 시대 평면-볼록 벽돌 발견, 우바이드 시대 묘지
- 2번 봉분 – 면적 350m x 350m, 높이 4.3m, 아부 샤흐라인 북쪽 1km, 초기 왕조 시대 궁전, 평면-볼록 벽돌로 지어진 도시 성벽 잔해
- 3번 봉분 - 면적 300m × 150m, 높이 2.5m, 아부 샤흐라인 남남서쪽 2.2km, 이신-라르사 시대 도자기 발견
- 4번 봉분 - 면적 600m × 300m, 아부 샤흐라인 남서쪽 2.5km, 카시트 시대 도자기 발견
- 5번 봉분 - 면적 500m × 300m, 높이 3m, 아부 샤흐라인 남동쪽 1.5km, 신바빌로니아 및 아케메네스 시대
- 6번 봉분 - 면적 300m × 200m, 높이 2m, 아부 샤흐라인 남서쪽 2.5km
- 7번 봉분 - 면적 400m × 200m, 높이 1.5m, 아부 샤흐라인 동쪽 3km
- 8번 봉분 - 우살라, 평평한 지역, 아부 샤흐라인 북서쪽 8km, 하지 무함마드 및 후기 우바이드

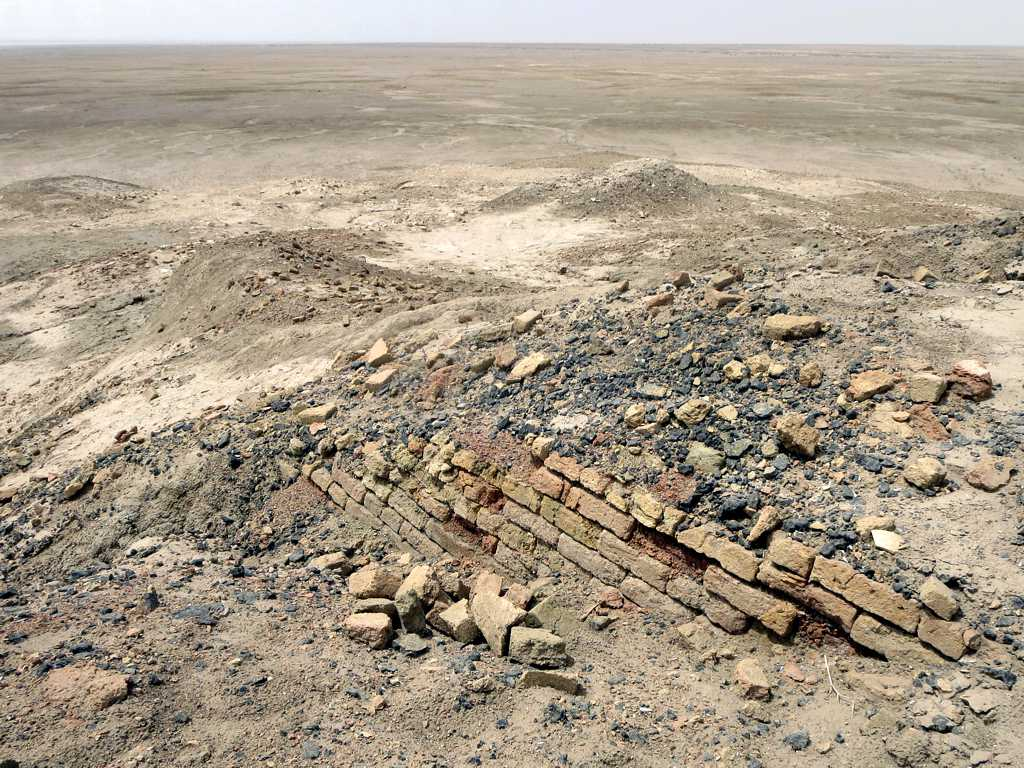
에리두의 지구라트

이 유적지는 1855년 바스라 주재 영국 부영사였던 존 조지 테일러에 의해 처음 발굴되었다. 발굴된 유물 중에는 이 유적지가 에리두임을 식별할 수 있게 해주는 명문 벽돌이 있었다. 주 봉분에 대한 발굴은 1918년 4월 10일부터 5월 8일까지 R. 캠벨 톰슨에 의해, 그리고 1919년 4월 21일부터 5월 8일까지 H. R. 홀에 의해 진행되었는데, 그는 또한 봉분 주변 지역에 대한 조사도 실시했다. 홀이 발견한 흥미로운 유물은 그가  기원전 2000년c.으로 연대를 추정한 푸른색 제조 유리 조각이었다. 푸른색은 코발트를 사용하여 얻어졌는데, 이 기술이 이집트에서 등장하기 훨씬 전이었다.
이 유리 덩어리는 현재 기원전 21세기 또는 그 이전으로 연대가 추정되며, 유리의 역사에서 세계에서 가장 초기 유리 유물 중 하나로 간주된다. 이것은 아카드 제국 또는 초기 우르 제3왕조 시대에 제작되었다.

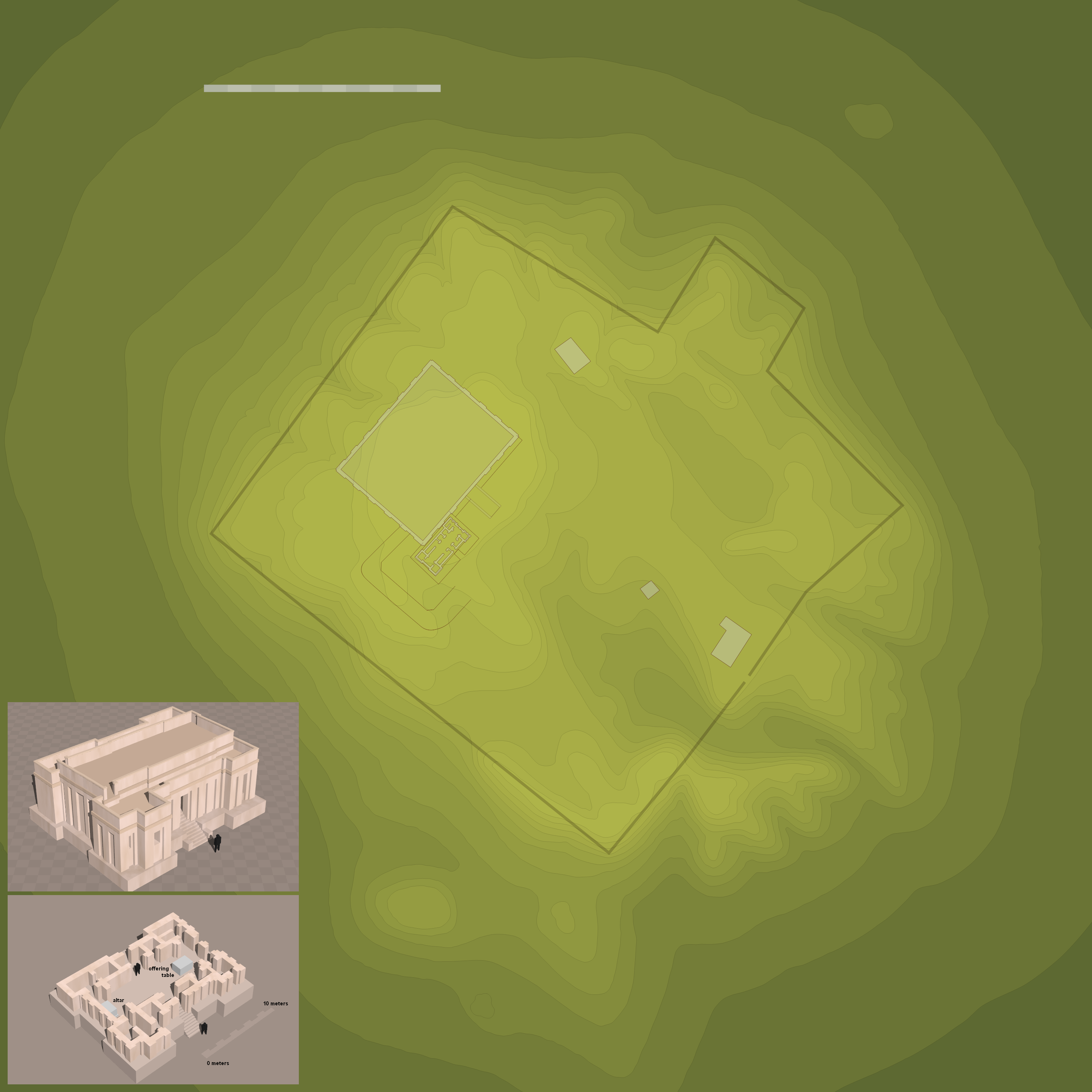
에리두의 에압주 사원

발굴은 1946년부터 1949년까지 이라크 유물 및 유산 총국의 푸아드 사파르와 세톤 로이드의 지휘 아래 재개되었다. 발견된 유물 중에는 우바이드 시대의 테라코타 보트 모델이 있었는데, 돛대를 위한 중앙의 소켓과 지지대 및 방향타를 위한 구멍이 완비되어 있었고, 경사진 테두리 그릇과 우르 왕립 묘지 아래 발굴에서 발견된 것과 유사한 "도마뱀 형태" 인형이 있었다. 묘지 발굴에서는 약 1000개의 무덤이 발견되었는데, 모두 우바이드 시대 말기(사원 레벨 VI 및 VII)의 것이었다. 그들은 17개의 우바이드 시대 사원들이 중첩되어 있는 층과 남동쪽으로 향한 진흙 벽돌 상자 형태의 무덤 1000개가 있는 우바이드 시대 묘지를 발견했다. 사원은 처음에는 2미터 x 3미터 크기의 진흙 벽돌 정사각형 형태로, 벽감(niche)이 있었다. 11층에서 재건축되었고, 결국 6층에서 최종적인 삼분할 형태로 완성되었다. 우르 제3왕조 시대에는 지구라트의 기단으로 300제곱미터 넓이의 플랫폼이 건설되었다. 이러한 고고학적 조사에 따르면, A. 레오 오펜하임은 "지속적인 관개로 인한 염분 증가의 결과로 결국 남부 전체가 침체되어 북부 도시의 통치자들에게 정치적 주도권을 넘겨주게 되었다"고 말했으며, 이 도시는 기원전 600년에 버려졌다. 1990년에는 A. M. T. 무어가 이 유적지를 방문하여 이전 발굴자들이 미처 발견하지 못했던 두 곳의 지표면 도자기 가마터를 발견했다.
2014년 10월, 프랑코 다고스티노는 다가오는 발굴 재개를 준비하기 위해 유적지를 방문했으며, 지표면에 새겨진 아마르신 벽돌 파편들을 여럿 발견했다. 2019년, 에리두 발굴은 사피엔차 로마 대학교와 스트라스부르 대학교가 참여하는 이탈리아, 프랑스, 이라크 공동 노력으로 재개되었다. 작업에는 새로운 상세 지형 및 사진 측량 지도를 제작하는 것이 포함되었으며, 주로 우바이드 시대 묘지와 그와 관련된 우바이드 주거 지역에 중점을 두고 있다.

### 유물

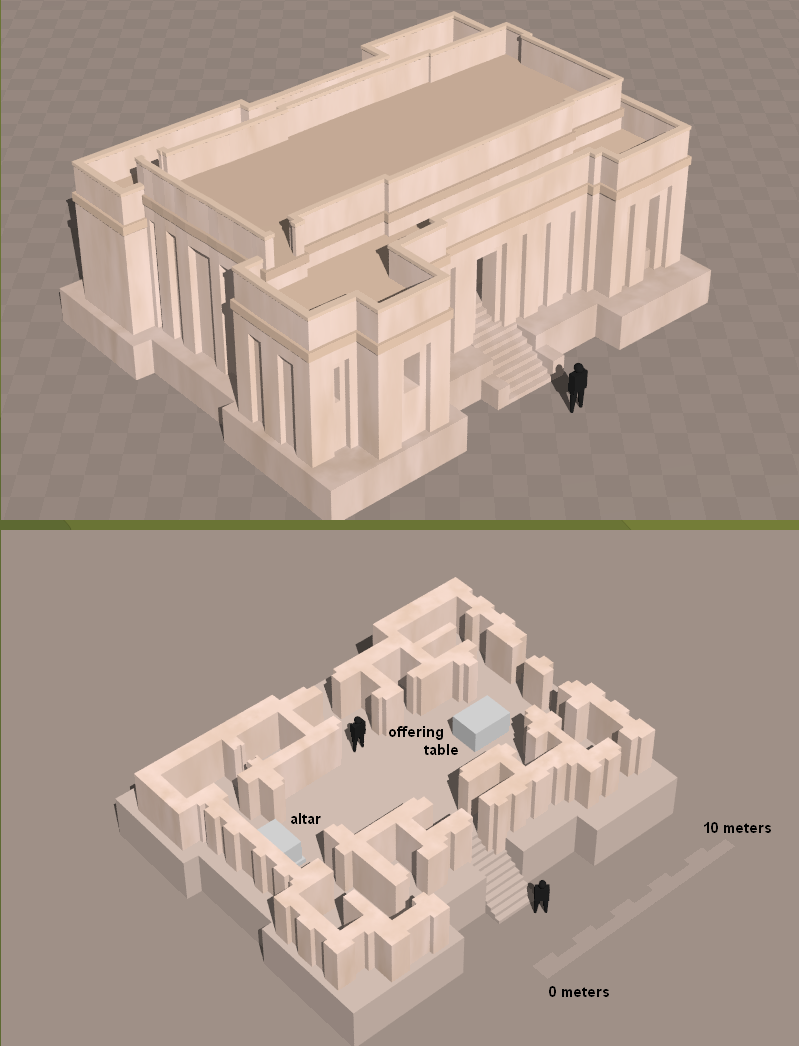
중앙집권적 정부를 암시하는 대형 건물들이 건설되기 시작했다. 에리두 사원, 우바이드 말기

2006년 3월, 사피엔차 로마 대학교의 조반니 페티나토와 S. 키오드는 에리두 지표면에서 "폭발로 인해 교란된" 500점의 초기 왕조 시대 역사 및 문학 쐐기 문자 점토판을 발견했다고 주장했다. 이 점토판들은 기원전 2600년부터 2100년(에안나툼부터 아마르신까지의 통치자)의 것으로 도서관의 일부라고 했다. 이라크 유물 및 유산청에서 현장으로 팀을 파견했지만, 점토판은 발견되지 않았고 에리두와 우르 같은 주변 유적지에서 나온 찍힌 벽돌만 발견되었다. 또한 누구에게도 발굴 허가가 발급되지 않았다. 이때 페티나토는 실제로는 70점의 명문 벽돌을 발견했다고 진술했다. 이는 현대 에리두 발굴 현장 사무실을 짓는 데 사용된 찍힌 벽돌임이 밝혀졌다. 현장 사무실은 레너드 울리의 우르 탐사대 건물을 해체한 벽돌로 지어졌는데(이는 향후 고고학자들의 혼란을 피하기 위해 1981년 이라크 발굴 보고서에 명확히 명시되어 있다. 문제의 벽돌 대부분은 1962년에 복원 작업에 사용하기 위해 우르로 반환되었다.

### 건축

#### 사원과 지구라트
에리두의 도시 중심은 에아의 사원으로, 초기에는 수원지의 집(쐐기 문자: 𒂍𒍪𒀊, E₂.ZU.AB; 수메르어: e₂-abzu; 아카드어: bītu apsû)이라고 불렸고, 후기에는 물의 집(쐐기 문자: 𒂍𒇉, E₂.LAGAB×HAL; 수메르어: e₂-engur; 아카드어: bītu engurru)이라고 불렸다. 이 이름은 에아의 영역을 나타낸다. 그의 배우자 닌후르사그는 우바이드에 인근 사원을 가지고 있었다.
우르 제3왕조 시대에 우르남무는 이전 사원의 유적 위에 지구라트를 건설했다.
우루크의 엔메르카르 (아라타 서사시에 언급) 외에도, 이곳에서 발견된 비문에는 에아 사원에 대한 작업이나 재건을 수행한 것으로 알려진 여러 후기 역사 시대 수메르 왕들이 언급되어 있는데, 여기에는 우르의 엘룰루, 우르 제3왕조의 우르남무, 슐기, 아마르신, 그리고 라르사의 누르-아다드가 포함된다.
| 층    | 연대 (BC) | 시대          | 크기 (m) | 비고               |
| ----- | --------- | ------------- | -------- | ------------------ |
| XVIII | 5300      | -             | 3×0.3    | 침목 벽            |
| XVII  | 5300–5000 | -             | 2.8×2.8  | 첫 번째 셀라       |
| XVI   | 5300–4500 | 초기 우바이드 | 3.5×3.5  |                    |
| XV    | 5000–4500 | 초기 우바이드 | 7.3×8.4  |                    |
| XIV   | 5000–4500 | 초기 우바이드 | -        | 구조물 발견 안됨   |
| XIII  | 5000–4500 | 초기 우바이드 | -        | 구조물 발견 안됨   |
| XII   | 5000–4500 | 초기 우바이드 | -        | 구조물 발견 안됨   |
| XI    | 4500–4000 | 우바이드      | 4.5×12.6 | 첫 번째 플랫폼     |
| X     | 4500–4000 | 우바이드      | 5×13     |                    |
| IX    | 4500–4000 | 우바이드      | 4×10     |                    |
| VIII  | 4500–4000 | 우바이드      | 18×11    |                    |
| VII   | 4000–3800 | 우바이드      | 17×12    |                    |
| VI    | 4000–3800 | 우바이드      | 22×9     |                    |
| V     | 3800–3500 | 초기 우루크   | -        | 플랫폼 잔해만 있음 |
| IV    | 3800–3500 | 초기 우루크   | -        | 플랫폼 잔해만 있음 |
| III   | 3800–3500 | 초기 우루크   | -        | 플랫폼 잔해만 있음 |
| II    | 3500–3200 | 초기 우루크   | -        | 플랫폼 잔해만 있음 |
| I     | 3200      | 초기 우루크   | -        | 플랫폼 잔해만 있음 |

## 에리두를 위한 애가
초기 메소포타미아 도시와 제국의 몰락은 일반적으로 신들의 총애를 잃은 결과로 여겨졌다. 이신-라르사 시대에 도시 애가라는 장르가 발전했는데, 그 중 우르를 위한 애가가 가장 유명하다. 이 애가들은 여러 절(키루구)로 구성되어 있었으며, 그 중 일부만 복원되었다. 에리두를 위한 애가는 그 도시의 몰락을 묘사한다.
"그 왕은 마치 타향인 양 자기 도시 밖에 머물렀다. 그는 쓰디쓴 눈물을 흘렸다. 아버지 엔키는 마치 타향인 양 자기 도시 밖에 머물렀다. 그는 쓰디쓴 눈물을 흘렸다. 해를 입은 자기 도시를 위해 그는 쓰디쓴 눈물을 흘렸다. 그 여주는 마치 나는 새처럼 자기 도시를 떠났다. 에-마흐의 어머니, 성스러운 담갈누나는 자기 도시를 떠났다. 가장 성스러운 신성한 힘들의 도시의 신성한 힘들은 뒤집혔다. 가장 위대한 신성한 힘들의 의례의 신성한 힘들은 변형되었다. 에리두에서는 모든 것이 폐허로 변했고, 혼란으로 점철되었다."

## 역사

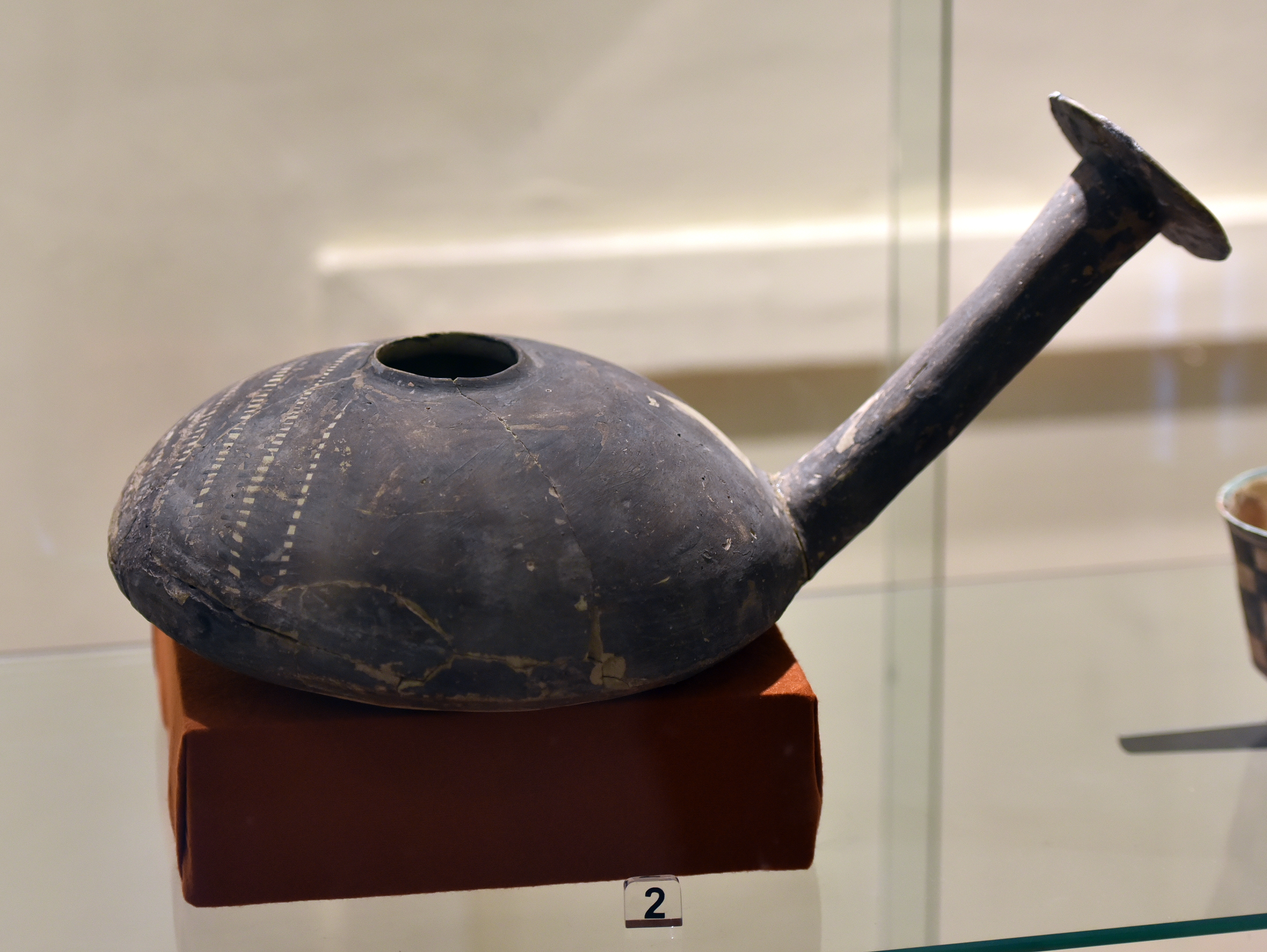
이라크 에리두(텔 아부 샤흐라인)에서 발견된 채색 토기. 기원전 3500-2800년. 바그다드 이라크 박물관.

에리두는 이 지역에서 가장 초기 정착지 중 하나로,  기원전 5400년c.경 초기 우바이드에 건설되었는데, 당시에는 유프라테스강 하구 근처 페르시아만에 가까웠지만, 현대에는 내륙으로 약 145km 떨어져 있다. 발굴 결과 이 도시는 이전에 거주지가 없던 처녀 사구 지대에 건설되었음이 밝혀졌다. 발굴자들에 따르면, 우르 제3왕조 지구라트와 관련 건물의 건설은 이전 건축물의 파괴와 이를 매립재로 사용한 후에 이루어졌기 때문에 그 시대의 유적은 발견되지 않았다. 에리두에서 북쪽으로 1킬로미터 떨어진 작은 언덕에서 두 개의 초기 왕조 시대 궁전이 발견되었는데, 성벽으로 둘러싸여 있었다. 궁전은 가로 45미터, 세로 65미터 크기였고, 2.6미터 너비의 벽은 표준 초기 왕조 시대 방식인 청어뼈 무늬로 놓인 평면 볼록 벽돌로 건설되었다.

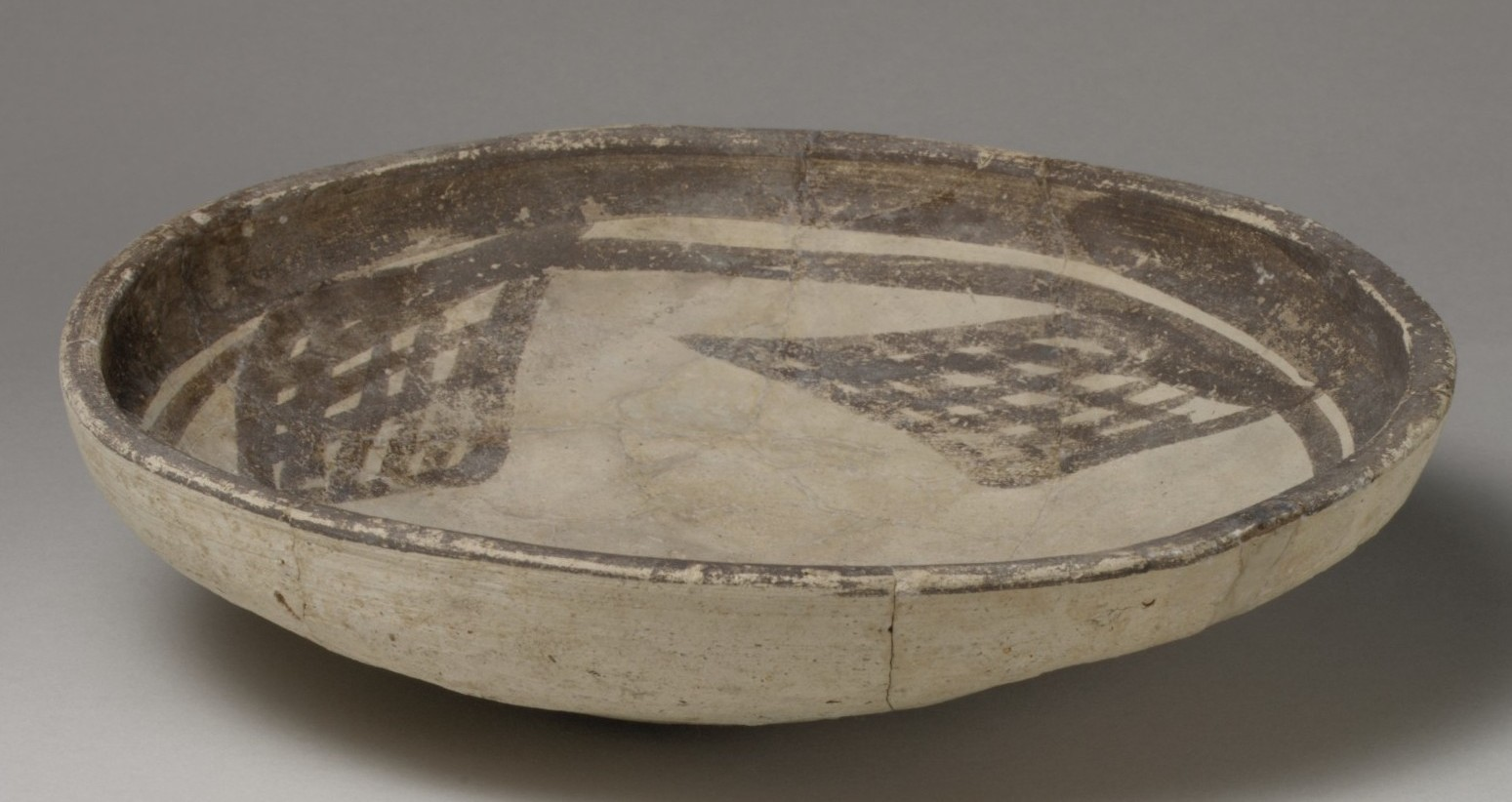
에리두의 우바이드 묘지에서 발굴된 그릇(무덤 134)

초기 왕조 시대 III와 아카드 제국 시대에 거주가 일시적으로 중단되었을 가능성이 있지만, 이 도시는 신바빌로니아 제국까지 사람이 살았으며, 후기에는 주로 종교적인 장소였다.

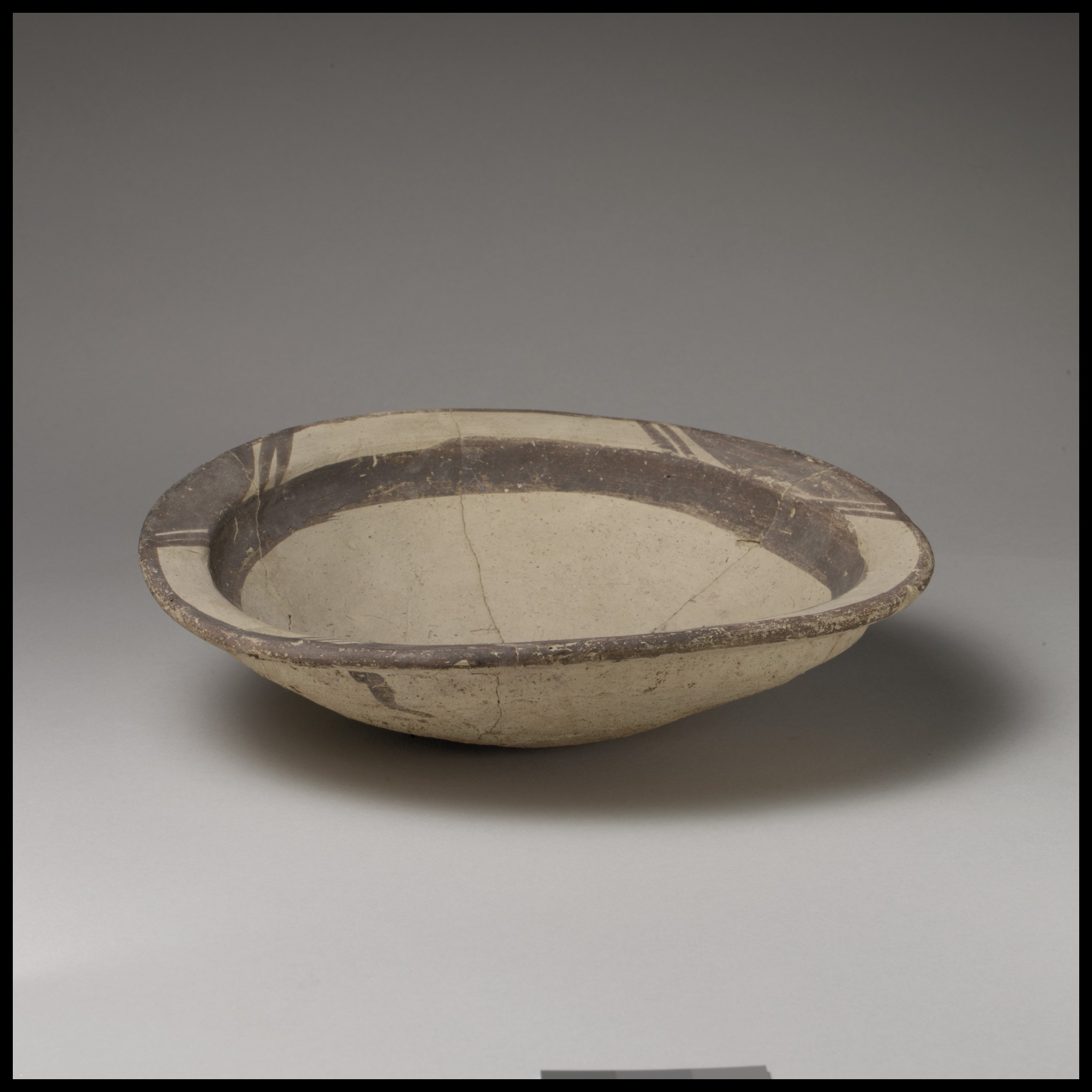
그릇; 기원전 6천년기 중반–5천년기; 세라믹; 6.99cm; 텔 아부 샤흐라인; 메트로폴리탄 미술관

우바이드 시대 동안 이 유적지는 약 12헥타르(약 30에이커)의 면적으로 확장되었다. 원시 쐐기 문자의 전신인 12개의 신석기 시대 점토 토큰이 이 유적지의 우바이드 층에서 발견되었다. 이 유적지에는 아마르신(기원전 2047–2039년경)의 미완성 지구라트 아래에 18개의 겹쳐진 진흙 벽돌 사원이 있다. 19층에서 6층은 우바이드 시대의 것이었고, 5층에서 1층은 우루크 기로 연대가 추정되었다. "비세속적인" 건물이 발굴 조사에서 발견되는 등 우루크 시대의 상당한 거주 흔적이 발견되었다. 우루크 시대의 발견물에는 구리가 박힌 장식용 테라코타 원뿔, 금이 박힌 구리 못, 한 쌍의 현무암 사자상, 원뿔과 석고로 덮인 직경 수 미터의 기둥, 그리고 광범위한 우루크 시대의 도자기가 포함된다. 초기 왕조 시대에는 거주가 증가했으며, 기념비적인 100미터 x 100미터 크기의 궁전이 건설되었다. 우르 제1왕조의 통치자 엘룰루( 기원전 2600년c.경)의 비문이 에리두에서 발견되었다. 라가시의 초기 왕조 시대 통치자 엔테메나( 기원전 2400년c.경)의 조각상에는 "그가 에리두의 왕 에아를 위해 압주파시라(Ab-zupasira)를 건설했다..."라고 새겨져 있다.

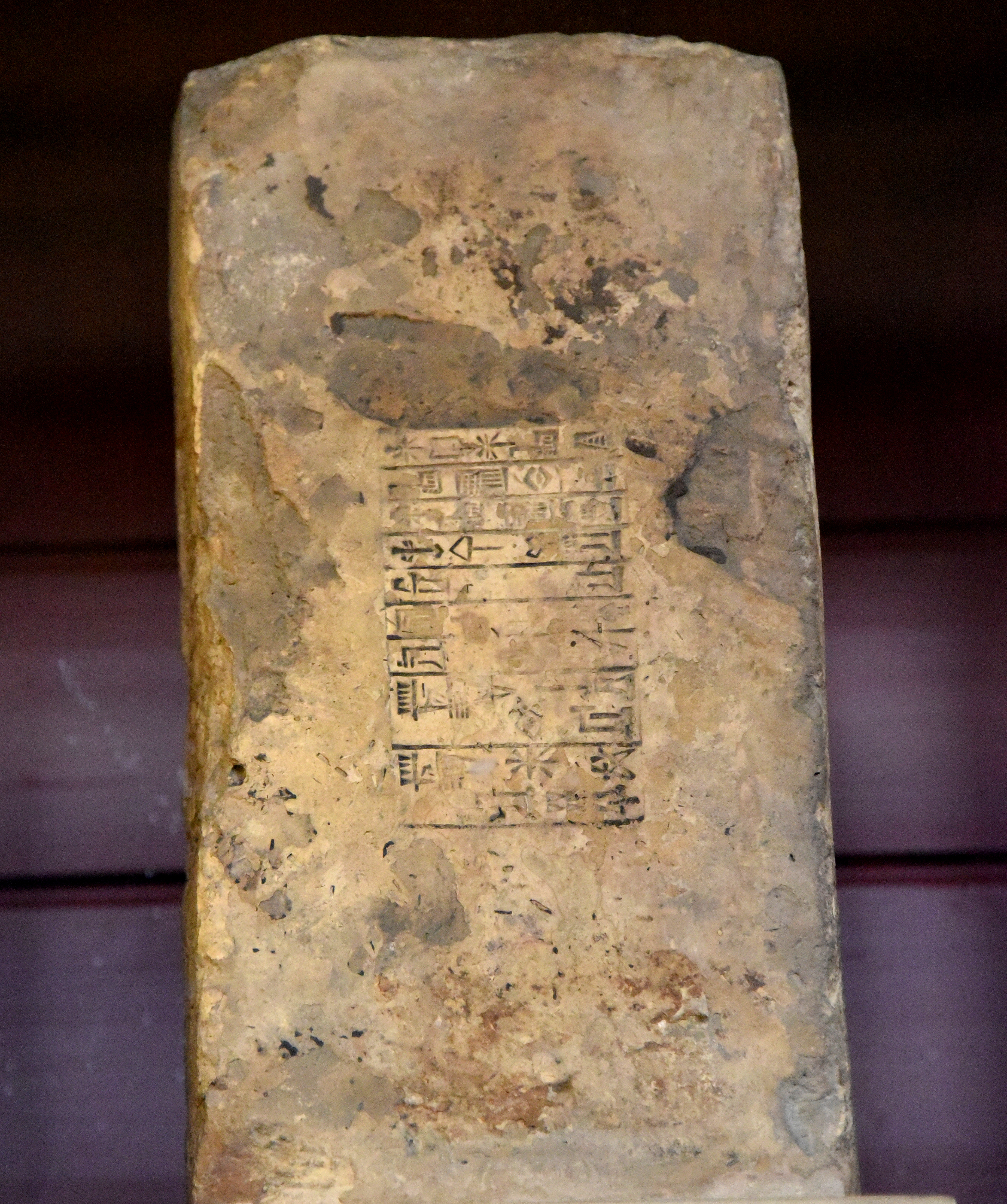
아마르신의 이름이 새겨진 불에 구운 점토 벽돌, 우르 제3왕조, 에리두 출토, 현재 대영 박물관 소장.

에리두는 우르 제3왕조 시대(기원전 22세기에서 21세기)에 활발했으며, 특히 우르남무의 지구라트에 새겨진 "우르남무, 우르의 왕, 에리두에 신 에아의 사원을 건설한 자"라는 명문 벽돌에서 왕실의 건축 활동이 확인된다. 세 명의 우르 제3왕조 통치자들은 에리두의 에아 사원에 엔투(en(tu))-여제(당시 지상에서 가장 높은 종교적 직책)를 임명한 것을 바탕으로 연도명을 지정했다. 처음 두 경우에는 다음 해의 연도명으로도 사용되었다.
- 슐기 재위 28년 - "슐기를 위해 중재하는 시타-제사장, 슐기의 아들, 강한 자, 우르의 왕, 우주의 네 모퉁이의 왕이 에리두에서 에아의 엔-제사장으로 임명된 해"
- 아마르신 재위 8년 - "아마르신에게 사랑받는 에눈네가 에리두에서 에아의 엔-여제사로 임명된 해"
- 입비신 재위 11년 - "입비신을 위해 경건하게 기도하는 시타-제사장이 에리두에서 에아의 엔-제사장으로 길조를 통해 선택된 해"

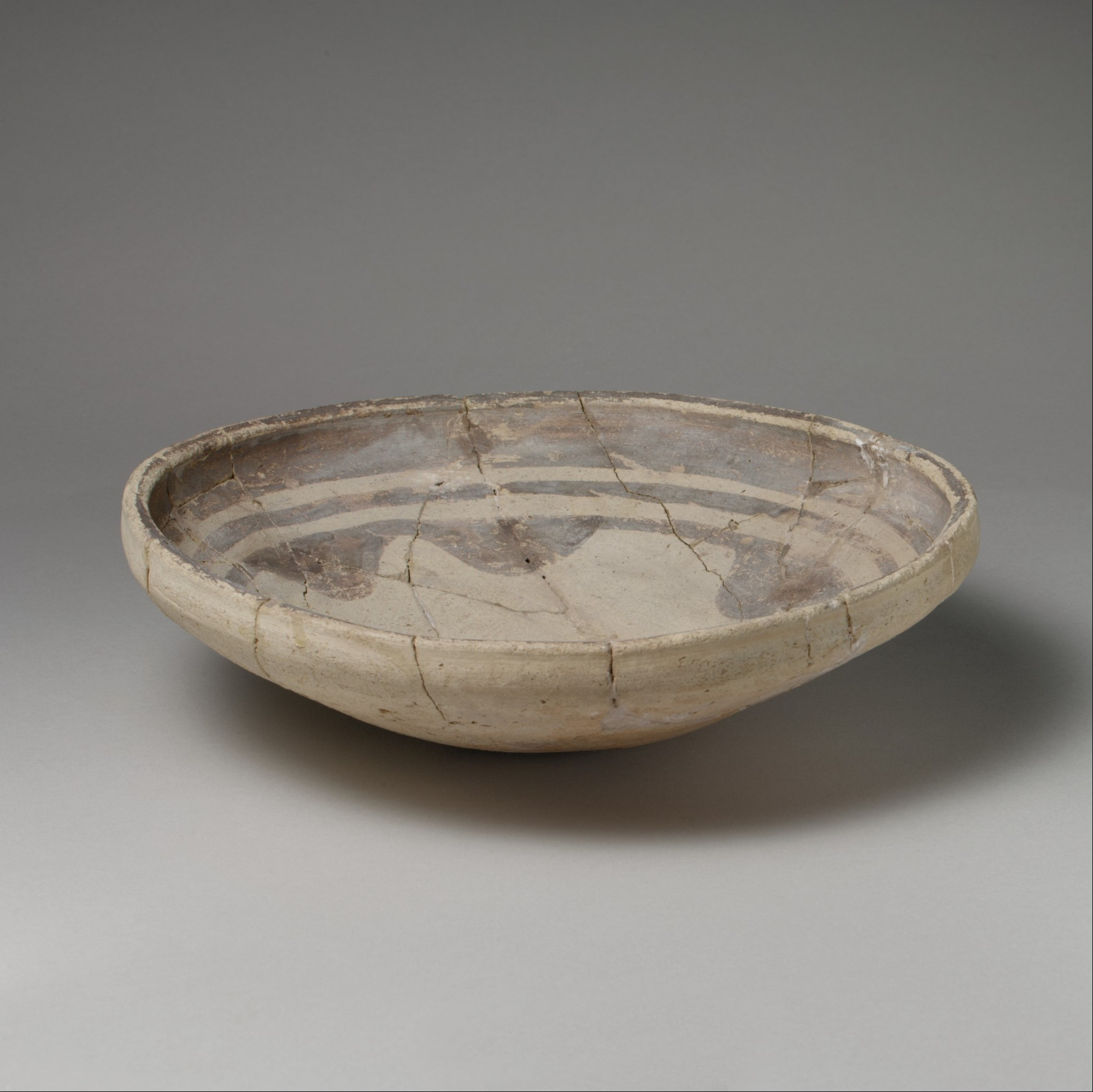
그릇; 기원전 6천년기 중반–5천년기; 세라믹; 텔 아부 샤흐라인; 메트로폴리탄 미술관

우르 제3왕조의 멸망 이후, 이 유적지는 이신-라르사 시대(기원전 2천년기 초)에도 점유되고 활발하게 사용되었는데, 이는 라르사의 통치자 누르-아다드의 연도명("에리두의 에아 사원이 건설된 해")과 이신 통치자 이슈비-에라 및 이시메-다간의 이전 텍스트가 에리두에 대한 통제를 보여주는 것에서 입증된다. 누르-아다드의 명문 건축 벽돌 또한 에리두에서 발견되었다. 이는 고대 바빌로니아 시대에도 이어졌는데, 함무라비는 그의 33번째 연도명에서 다음과 같이 진술했다. "함무라비 왕이 '함무라비는 백성에게 풍요로움이다'라고 불리는 운하를 팠고, 아누와 엔릴의 사랑을 받는 자로서 니푸르, 에리두, 우르, 라르사, 우루크, 이신에 풍요로운 물을 영원히 확립했으며, 흩어졌던 수메르와 아카드를 회복하고, 마리와 말기움의 군대를 전투에서 전복시켜 마리와 그 영토, 그리고 수바르투의 여러 도시들을 그의 권위 아래 우호적으로 거주하게 한 해"

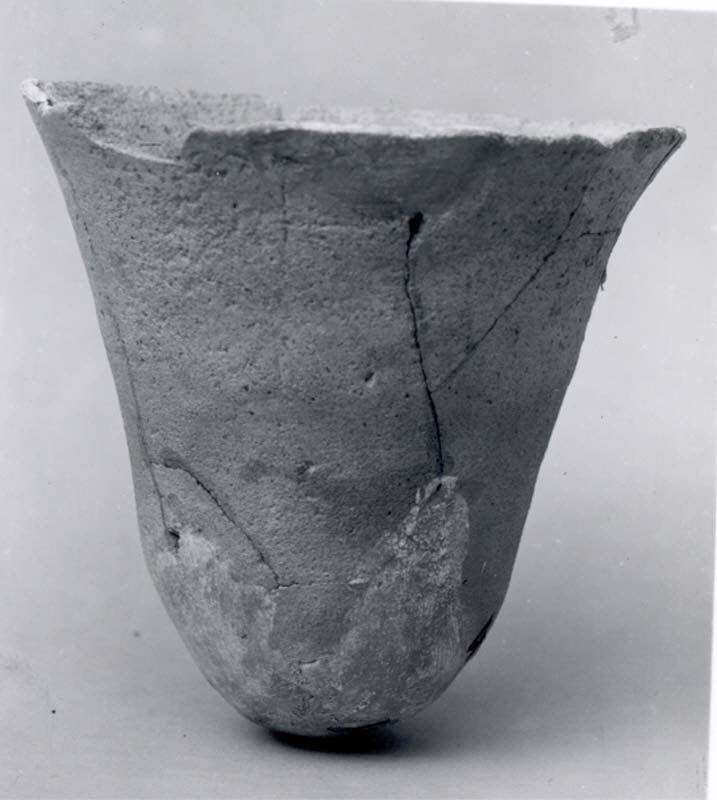
컵; 기원전 6천년기 중반–5천년기; 세라믹; 8.56cm; 텔 아부 샤흐라인; 메트로폴리탄 미술관

카시트 왕조의 통치자 쿠리갈주 1세 ( 기원전 1375년c.경)의 비문에는 그의 묘비명 중 하나로 "[그는] 에리두의 성소를 질서 정연하게 유지하는 자"라고 쓰여 있다.
제2 바다땅 왕조의 통치자 심바르-시파크 (기원전 1021–1004년경)의 비문에는 에리두의 제사장이 언급되어 있다.
신아시리아 제국의 황제 사르곤 2세(기원전 722–705년)는 에리두에 안두라루-지위("궁핍으로 인해 양도된 물품과 사람들을 원래 상태로 주기적으로 복원하는 것"으로 묘사됨)를 부여했다.
신바빌로니아의 통치자 네부카드네자르 2세 (기원전 605–562년)는 그곳에서 발견된 명문 벽돌로 미루어 에리두에 건축을 했다.

### 신화
모든 수메르 왕명표는 아니지만, 일부 왕명표에는 대홍수가 땅을 덮치기 전에 왕권이 내려온 다섯 도시 중 에리두가 첫 번째 도시로 기록되어 있다. 이 왕명표는 초기 왕조 시대 에리두의 두 통치자인 알룰림과 알랄응가르를 언급한다.

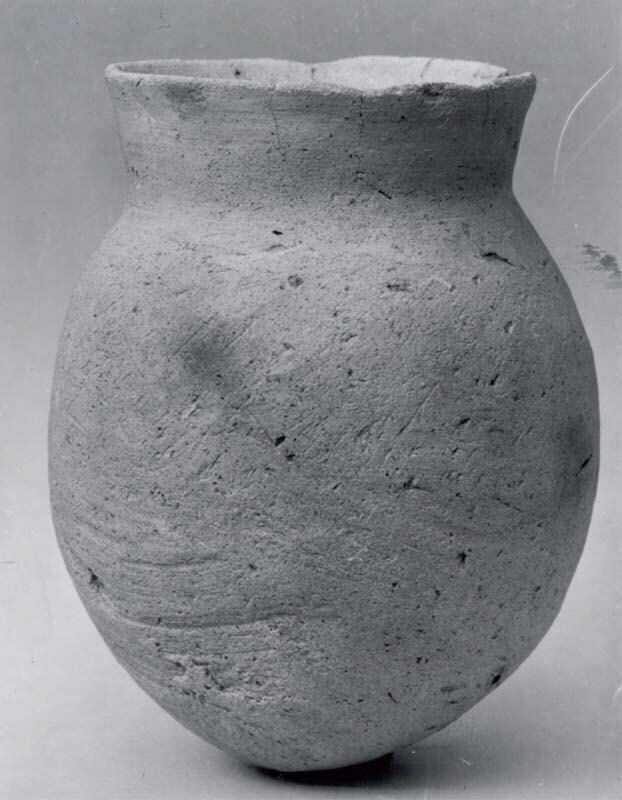
항아리; 기원전 6천년기 중반–5천년기; 세라믹; 15.24cm; 텔 아부 샤흐라인; 메트로폴리탄 미술관

수메르 신화에서 에리두는 심해, 지혜, 마법의 신인 아카드 신 에아의 수메르어 상대자인 신 에아의 압주 사원이 있던 곳이었다. 모든 수메르 및 바빌로니아 신들처럼, 에아/에아는 지역 신으로 시작하여, 후기 우주론에 따르면 아누와 엔릴과 함께 우주의 통치를 공유하게 되었다. 그의 왕국은 땅 아래에 있는 단물(수메르어: ab=물; zu=멀리)이었다.
밝은 별 카노푸스는 고대 메소포타미아인들에게 알려져 있었으며, 바빌로니아의 항성 일람표의 '세 별 각각' 목록과 나중에 기원전 1100년경의 물.아핀 점토판에 에리두 시를 나타냈다. 카노푸스는 바빌로니아인들에게 MUL.NUNKI로 불렸는데, 이는 "에리두 시의 별"을 의미한다. 메소포타미아의 가장 남쪽 도시인 에리두에서는 남쪽을 잘 볼 수 있었으며, 약 6000년 전에는 자전축의 세차운동으로 인해 자정 무렵 남쪽 자오선에서 카노푸스 별의 첫 출현을 그곳에서만 관측할 수 있었다. 우르 시에서는 60년 후에야 가능했다.
우르에서 발견된 홍수 신화 점토판에는 에리두와 알룰림이 신들에게 첫 도시와 첫 사제-왕으로 선택된 과정이 더 자세히 묘사되어 있다. 다음은 점토판의 영문 번역이다:

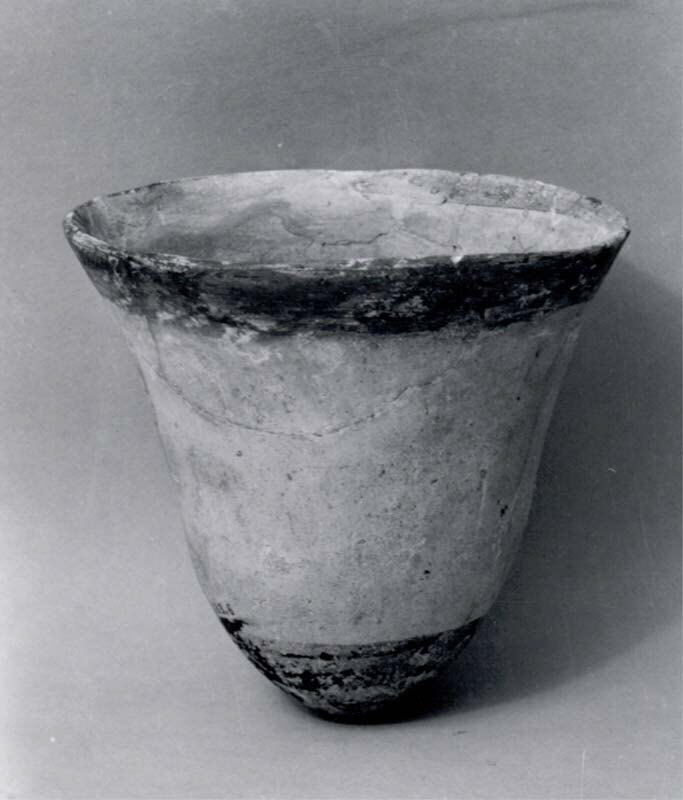
컵; 기원전 6천년기 중반–5천년기; 세라믹; 9.53cm; 텔 아부 샤흐라인; 메트로폴리탄 미술관

에리두의 남자 아다파는 초기 문화 영웅으로 묘사된다. 비록 이전 전통인 메-투란/텔-하닷 점토판에서는 아다파를 대홍수 이후의 에리두 통치자로 묘사하지만, 후기 전통에서는 아다파가 알룰림의 재상으로 여겨졌고, 알룰림 왕의 현자로 도시에 문명을 가져온 인물로 간주되었다.

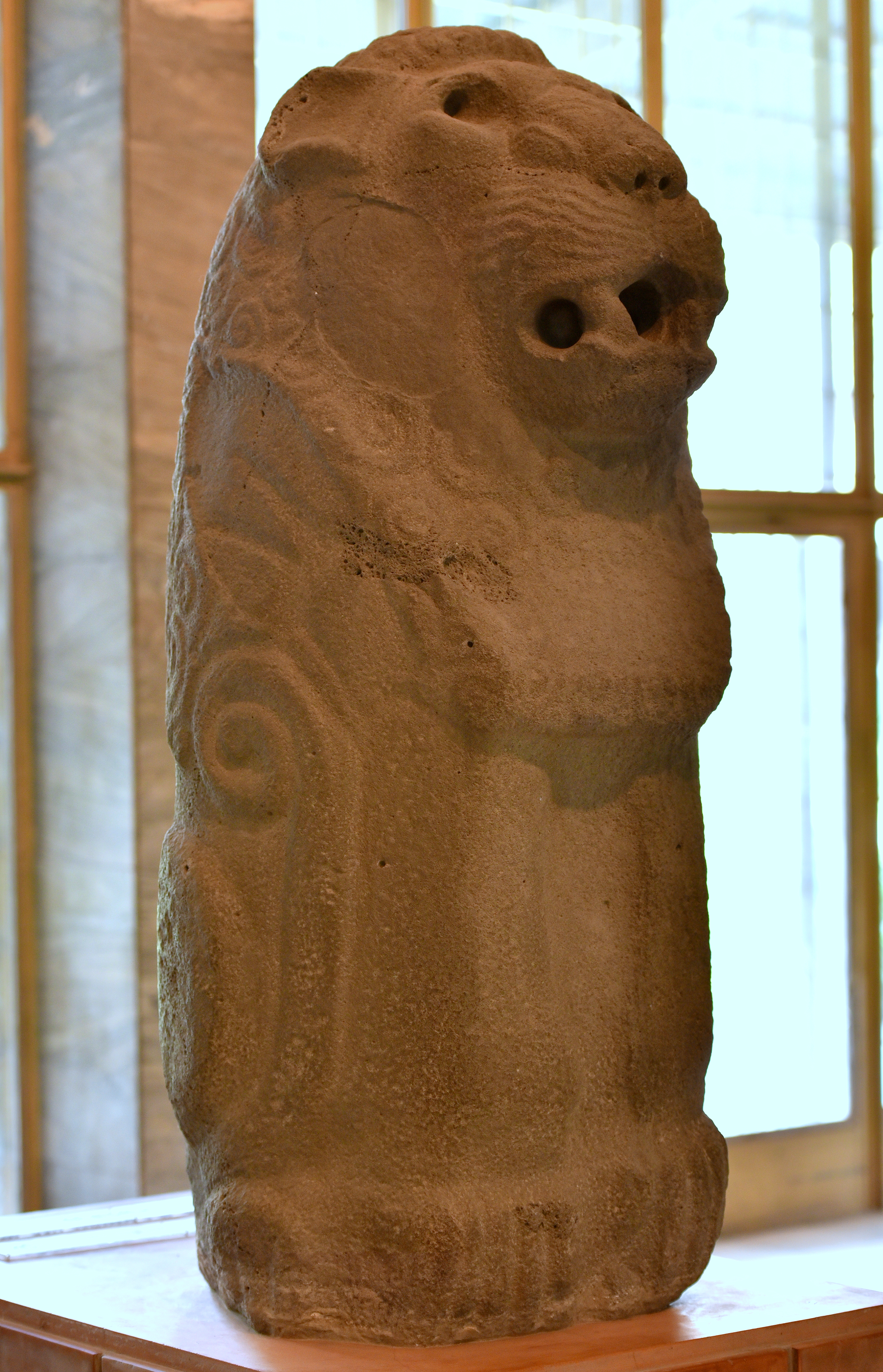
이라크 에리두 출토, 서 있는 사자상, 기원전 3천년기 중반경. 이라크 박물관.

우루크의 여신 이슈타르에 대한 이야기들은 그녀가 문명의 선물을 받기 위해 에리두로 가야 했다고 묘사한다. 처음에는 에리두의 신 에아가 자신의 힘의 원천들을 되찾으려 했지만, 나중에는 우루크가 이제 땅의 중심이 되었음을 기꺼이 받아들였다.

#### 통치자 목록
다음 목록은 완전하지 않을 수 있다.
| # | 묘사 | 통치자               | 계승              | 칭호                   | 약. 연대                      | 비고 |
| --- | ---- | -------------------- | ----------------- | ---------------------- | ----------------------------- | --- |
| 초기 왕조 I 시대 ( 2900 – c. 2700 BCc.)                                                               |      |                      |                   |                        |                               | |
| 선왕조 수메르 ( 2900 – c. 2700 BCc.)                                                                  |      |                      |                   |                        |                               | |
| "왕권이 하늘에서 내려온 후, 왕권은 에리두에 있었다."— 수메르 왕명표 (SKL)                             |      |                      |                   |                        |                               | |
| 1 |      | 알룰림 𒀉𒇻𒅆           |                   | 수메르의 왕에리두의 왕 | fl. 2874 BCc. (28800–67200년) | - SKL의 웰드-블런델 프리즘(W-B 44) 버전에 언급됨 (SKL의 이 버전은 수에-마기르( 기원전 1800년c.) 시대에 작성되었을 가능성이 높다) - SKL에 따르면 에리두의 "왕"일 뿐만 아니라 수메르 전체에 대한 "왕권"을 가졌다고 함 - 우루크 왕과 현자 목록(ULKS) 버전의 SKL은 그를 아브칼루(수메르 문학과 수메르 종교의 현자—첫 아브칼루는 아다파였으며, 그가 알룰림과 짝을 이루었다. 또한 아다파는 성경 인물인 아담과 비교되기도 함)와 짝을 이루었다 |
| 2 |      | 알랄응가르 𒀉NEAPOLIS | 알룰림의 형제 (?) | 수메르의 왕에리두의 왕 | 재위 c. 2866 BC (36000년)     | - 역사성 불확실 - SKL의 왕조 연대기 버전에 언급됨 (SKL의 이 버전은 나보나사르( 기원전 740년c.) 시대에 작성되었을 가능성이 높다) - ULKS( 기원전 165년c. 작성)는 그를 아브칼루(우안두가)와 짝을 이루었다 |
| "2명의 왕; 그들은 64800년 동안 통치했다. 그 후 에리두가 함락되고 왕권은 바드-티비라로 넘어갔다."— SKL |      |                      |                   |                        |                               | |
| 3 |      | 아멜론 𒁹𒄠𒈨𒇻𒀭𒈾        |                   | 수메르의 왕에리두의 왕 | r. c. 2900 BC (46800년)       | - 역사성 불확실 - 베로수스의 SKL 버전에 언급됨 (바빌로니아카는 기원전 290년c.에 작성됨) - ULKS는 그를 아브칼루(엔메두가)와 짝을 이루었다 |

## 같이 보기
- 압주
- 수메르 창조신화

## 더 읽어보기
- Espak, Peeter, "Was Eridu The First City in Sumerian Mythology", Studia in Honorem Tarmo Kulmar. When Gods Spoke: Researches and Reflections on Religious Artefacts, pp. 53–70, 2015
- Seton Lloyd, "Ur-al 'Ubaid, 'Uqair and Eridu. An Interpretation of Some Evidence from the Flood-Pit", Iraq, British Institute for the Study of Iraq, vol. 22, Ur in Retrospect. In Memory of Sir C. Leonard Woolley, pp. 23–31, (Spring - Autumn, 1960)
- Lloyd, S., "The Oldest City of Sumeria: Establishing the origins of Eridu.", Illustrated London News Sept. 11, pp. 303–5, 1948.
- Joan Oates, "Ur and Eridu: the Prehistory", Iraq, vol. 22, pp. 32–50, 1960
- Joan Oates, "Ur in Retrospect: In Memory of Sir C. Leonard Woolley", pp. 32–50, 1960
- Mahan, Muhammed Seiab. "Topography of Eridu and its defensive fortifications", ISIN Journal 3, pp. 75–94, 2022
- Margueron, Jean, "Notes d’archéologie et d’architecture Orientales: 3: Du Nouveau Concernant Le Palais d’Eridu?", Syria, vol. 60, no. 3/4, pp. 225–31, 1983
- Quenet, Philippe, and Anne-Caroline Rendu Loisel, "La campagne du printemps 2022 à Eridu, Irak du Sud", Les Chroniques d'ARCHIMEDE 3, pp. 5–8, 2022
- Reisman, Daniel, "Ninurta’s Journey to Eridu", Journal of Cuneiform Studies, vol. 24, no. 1/2, pp. 3–10, 1971
- Van Buren, E. Douglas, "Discoveries at Eridu", Orientalia, vol. 18, no. 1, pp. 123–24, 1949
- Yassin, Ali Majeed, "Gully erosion model of the archaeological site of Eridu Ziggurat in the southern plateau of Iraq using RS-GIS technology", Thi Qar Arts Journal 3.41, pp. 1–20, 2023 (in arabic)
- "The Ruins of Eridu, 2400 B. C.", Scientific American, vol. 83, no. 20, pp. 308–308, 1900

### 언어
- Black, Jeremy Allen; Baines, John Robert; Dahl, Jacob L.; Van De Mieroop, Marc.  Cunningham, Graham; Ebeling, Jarle; Flückiger-Hawker, Esther; Robson, Eleanor; Taylor, Jon; Zólyomi, Gábor, 편집. “ETCSL: 수메르 문학 전자 텍스트 자료”. 동양학부 revis판. 영국. 2022년 9월 23일에 확인함. 옥스퍼드 대학교의 프로젝트인 수메르 문학 전자 텍스트 자료(ETCSL)는 고대 메소포타미아(현대 이라크)에서 발견된 자료를 바탕으로 기원전 3천년기 후반과 2천년기 초반으로 거슬러 올라가는 약 400편의 문학 작품을 선별하여 수록하고 있습니다.
- Renn, Jürgen; Dahl, Jacob L.; Lafont, Bertrand; Pagé-Perron, Émilie (2022) [1998]. “CDLI: 쐐기 문자 디지털 도서관 이니셔티브” (1998–2022에 출판됨). 2022년 9월 23일에 확인함. 쐐기 문자 디지털 도서관 이니셔티브(CDLI) 연구 프로젝트에서 온라인으로 제공하는 이미지는 학생, 학자 및 대중의 비상업적 사용을 위한 것입니다. 이 프로젝트에 대한 지원은 멜론 재단, 미국 국립과학재단(NSF), 국립 인문학 기금(NEH), 박물관 및 도서관 서비스 연구소(ILMS), 그리고 막스 플랑크 협회(MPS), 옥스퍼드 및 캘리포니아 대학교 로스앤젤레스(UCLA)에서 아낌없이 제공되었습니다. 네트워크 서비스는 UCLA 디지털 인문학 센터에서 제공됩니다.
- Sjöberg, Åke Waldemar; Leichty, Erle; Tinney, Steve (2022) [2003]. “PSD: 펜실베이니아 수메르어 사전” (2003–2022에 출판됨). 2022년 9월 23일에 확인함. 펜실베이니아 수메르어 사전 프로젝트(PSD)는 펜실베이니아 대학교 고고학 및 인류학 박물관의 바빌로니아 섹션에서 진행됩니다. 이 프로젝트는 NEH와 개인 기부금으로 지원됩니다. [그들은] 도구와 자료집 개발에 여러 다른 프로젝트와 협력합니다. [이들 중 두 곳은] 유용한 웹사이트를 가지고 있습니다: CDLI와 ETCSL.